# Yarn
Yarn è il centoventicinquesimo album in studio del chitarrista statunitense Buckethead, pubblicato il 5 dicembre 2014 dalla Hatboxghost Music.

## Il disco
Novantaseiesimo disco appartenente alla serie "Buckethead Pikes", si tratta del primo dei sei album pubblicati dal chitarrista durante il mese di dicembre 2014.

## Tracce
Musiche di Buckethead.
1. H.V. – 6:29
2. Spindle 1 – 13:23
3. Spindle 2 – 10:23

## Formazione
- Buckethead – chitarra, basso, programmazione